# گرگوری، استرالیای غربی
گرگوری، استرالیای غربی (انگلیسی: Gregory, Western Australia) یک شهر کوچک و بندر ماهیگیری است که در ۷ کیلومتری شمال غربی دهانه رودخانه هات، در منطقه غرب مید وست استرالیای غربی واقع شده‌است.